# 덕 어먹
덕 어먹(Duck Amuck)은 미국에서 제작된 척 존스 감독의 1953년 애니메이션, 가족, 코미디 영화이다. 이 단편 영화는 1953년 1월 17일 메리 멜로디스 시리즈의 일부로서 개봉되었으며 대피 덕이 출연한다.

## 출연
- 멜 블랭크 - 대피 덕, 벅스 버니 역
- 벤 워셤

## 제작진
- 애니메이션: 아베 레비토우, 리처드 톰슨
- 오케스트라: 밀트 프랭클린